# Bosna (zemlja)
Bosna je u ranom i početku kasnog srednjeg vijeka bila zemlja u gornjim i srednjim predjelima doline oko rijeke Bosne i uz istoimenu župu obuhvaćala je sljedeće župe: Vrhbosna (sarajevsko područje), Vidogošća (područje Vogošće, Ilijaša, Breze i Vareša), Trstivnica (Kakanj, Bobovac, Sutjeska), Lepenica (Fojnica, Kreševo, Kiseljak), Lašva (Travnik, Vitez) i Brod (na području Zenice). Literatura je naziva i prvotnom Bosnom.
Zemlju Bosnu prvi spominje bizantski car pisac Konstantin VII. Porfirogenet u polovici 10 stoljeća kao malenu zemlju s dva grada (Katera i Desnek) u sastavu srpske države. Tada se Bosna prostirala oko gornjeg i srednjeg toka rijeke Bosne, približno do Zavidovića.
Prvotna Bosna je do 9. stoljeća pripadala susjednoj hrvatskoj, odnosno srpskoj državi. Nakon 1018. bila je pod vlašću bizantskoga cara, a između 1081. i 1088. došla je pod vlast dukljanskoga kralja Bodina, koji joj je za upravitelja postavio kneza Stjepana. Nakon Bodinove smrti (oko 1101.) Bosna se politički osamostalila. Kada su početkom 12. stoljeća Arpadovići ovladali hrvatskim zemljama do mora, i Bosna se našla u sferi njihova političkoga utjecaja i razvila se kao ugarska vazalna, polusamostalna država, pa je oko polovice 12. stoljeća u njoj uklonjena domaća vladarska dinastija, a za bana postavljen slavonski velikaš Borić (1154. – 1163.), koji je kao ugarski vazal sudjelovao 1154. u ratu protiv Bizanta.

## Također pogledajte
- Bosanska Banovina
- Bosna (geografska regija)